# Roquefort-sur-Garonne
Roquefort-sur-Garonne (okzitanisch Ròcahòrt de Garona) ist eine französische Gemeinde mit 799 Einwohnern (Stand 1. Januar 2022) im Département Haute-Garonne in der Region Okzitanien (vor 2016 Midi-Pyrénées). Sie gehört zum Arrondissement Saint-Gaudens und zum Kanton Bagnères-de-Luchon. Die Einwohner werden Roquefortains genannt.

## Lage
Roquefort-sur-Garonne liegt 22 Kilometer ostnordöstlich von Saint-Gaudens an der Garonne, die die Gemeinde im Norden und Westen begrenzt und in die hier der Salat mündet. Umgeben wird Roquefort-sur-Garonne von den Nachbargemeinden Martres-Tolosane im Norden und Nordosten, Mauran im Nordosten, Montclar-de-Comminges und Ausseing im Osten, Belbèze-en-Comminges im Südosten, Cassagne im Süden, Mazères-sur-Salat im Süden und Südwesten, Saint-Martory im Südwesten, Mancioux im Westen sowie Boussens im Nordwesten.
Durch die Gemeinde führt die Autoroute A64.

## Bevölkerungsentwicklung
| Jahr                       | 1962 | 1968 | 1975 | 1982 | 1990 | 1999 | 2006 | 2013 | 2020 |
| Einwohner                  | 897  | 988  | 842  | 810  | 806  | 715  | 761  | 794  | 794  |
| Quellen: Cassini und INSEE |      |      |      |      |      |      |      |      |      |

## Sehenswürdigkeiten

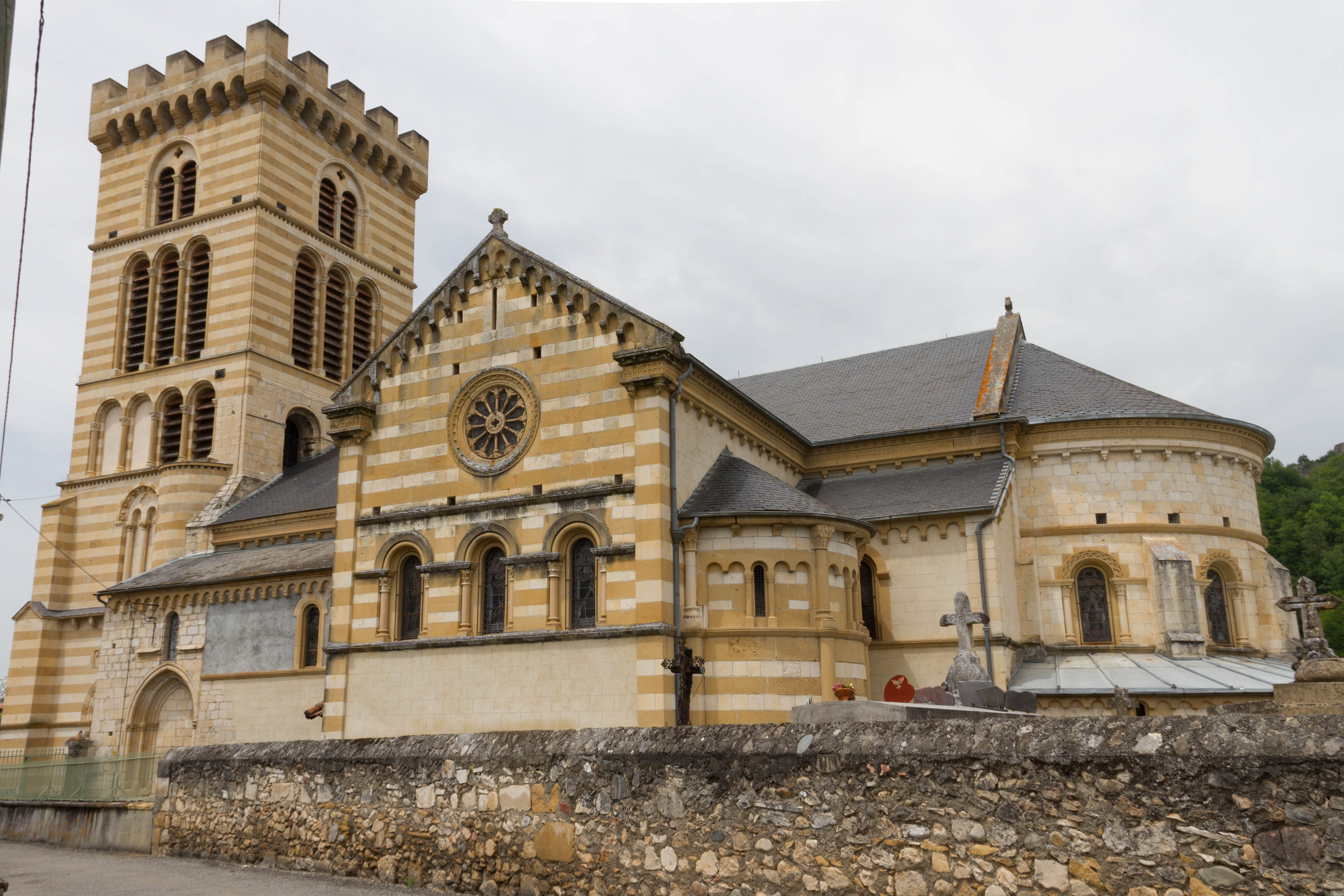
Kirche Saint-Martin

- Kirche Saint-Martin
- Burgruine